# Eparhia de Bălți și Fălești
Eparhia de Bălți și Fălești este o episcopie ortodoxă din Republica Moldova, cu sediul la Bălți, aflată în componența Bisericii Ortodoxe Ruse. Din 2007 conducătorul acestei episcopii este Marchel Mihăescu.
Catedrala eparhială este Catedrala Sfinții Împărați Constantin și Elena din Bălți, construită în perioada interbelică de Biserica Ortodoxă Română.
1. ↑   http://www.patriarchia.ru/db/text/381909.html Lipsește sau este vid: |title= (ajutor)